# Daniel Moreira
Daniel Moreira (Maubeuge, 8 augustus 1977) is een voormalig Frans betaald voetballer van Portugese origine die bij voorkeur als aanvaller speelde. Hij zette in december 2010 een punt achter zijn loopbaan als betaald voetballer. In 2000 debuteerde hij in het Frans voetbalelftal.
Hij startte zijn carrière in 1995 bij Valenciennes FC. Na een jaar verliet hij de club en trok naar Guingamp, waarmee hij in 1997 de finale van de Coupe de France speelde. In 1998 werd hij naar RC Lens getransfereerd. Met deze club won hij de Coupe de la Ligue in 1999. Na zes jaar in het Stade Félix Bollaert gespeeld te hebben vertrok hij naar Toulouse. Op 22 juni 2006 tekende hij een contract bij Rennes, waar hij in zijn eerste seizoen niet aan scoren toekwam ondanks hij 29 wedstrijden speelde.

## Carrière
- 1995-1996: Valenciennes FC
- 1996-1998: Guingamp
- 1998-2004: RC Lens
- 2004-2006: Toulouse FC
- 2006-2009: Stade Rennais
  - 2008-2009 → Grenoble Foot 38 (huur)
- 2009-dec 2010: US Boulogne